# Jean Girardet

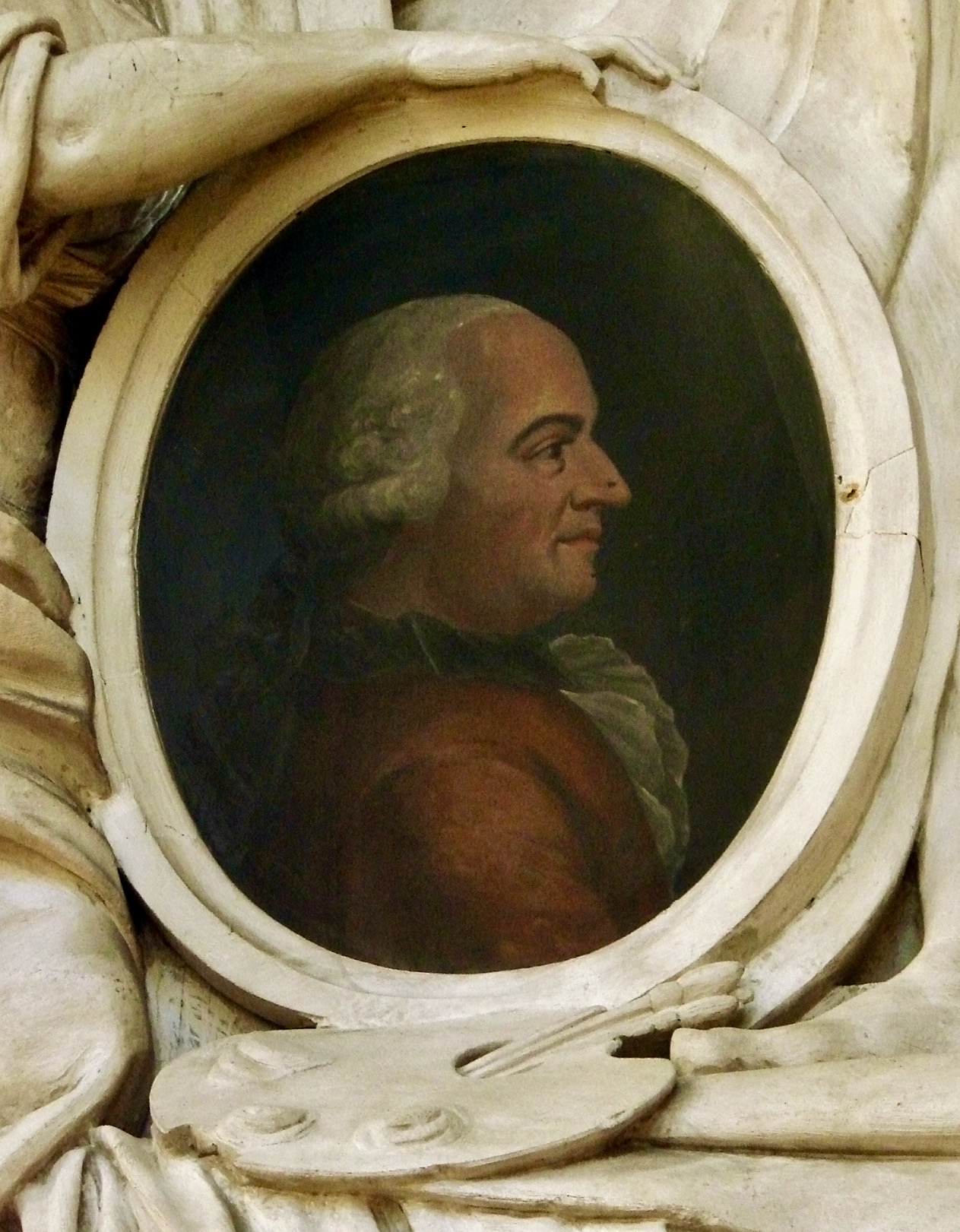
Porträt von Jean Girardet auf dem Epitaph in St-Sébastien, Nancy

Jean Girardet (* 1709 in Lunéville; † 28. September 1778 in Nancy) war ein französischer Maler.

## Leben

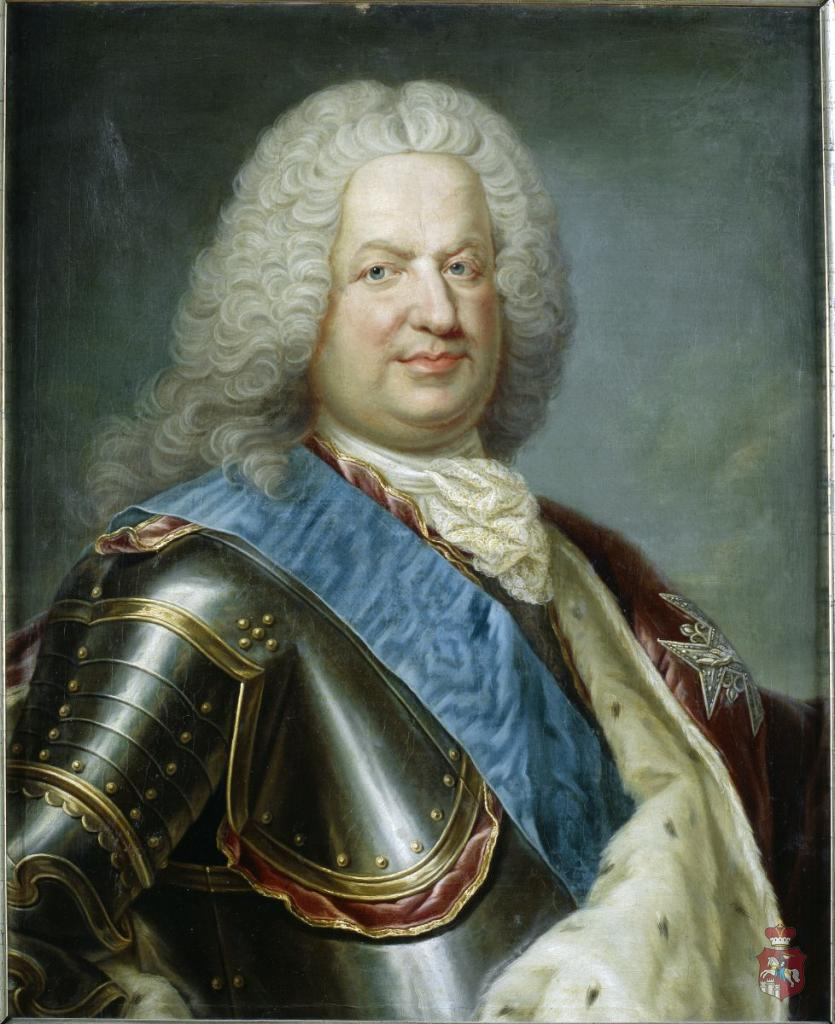
Porträt von Herzog Stanislaus I. Leszczyński

Girardet begann ein Theologiestudium in Pont-à-Mousson, wurde dann aber Kavallerieoffizier und besuchte anschließend die Kunstakademie in Nancy. Mit dem lothringischen Herzog Franz III. reiste er bis Florenz. Anfang der 1740er Jahre arbeitete Girardet für Herzogin Elisabeth-Charlotte in Commercy. Nach einem weiteren Aufenthalt in Florenz ließ er sich schließlich in Nancy nieder. Herzog Stanislaus I. Leszczyński ernannte ihn zum Hofmaler. Mehrere Male proträtierte Girardet den Herzog und führte prächtige Decken- und Wandmalereien im Rathaus von Nancy aus, die den Herzog verherrlichen. Von ihm stammen auch die Apokalypse in der Kuppel von Ste-Glossinde in Metz, das Auferstehungsgemälde in der Kirche St-Pantaléon in Commercy und mehrere Gemälde in der Kirche St-Jacques in Lunéville. Weitere Arbeiten finden sich in der Kathedrale von Toul, sowie in Chanteheux und Verdun. Nach dem Tod von Stanislaus rief ihn die französische Königin Maria Leszczyńska, eine Tochter von Stanislaus, an den Hof nach Paris, wo sich Girardet aber nur kurz aufhielt und bald nach Nancy zurückkehrte.
Girardet starb 1778 in Nancy und wurde auf dem Friedhof der Kirche St-Sébastien bestattet. Im Inneren der Kirche wurde ein barockes Epitaph für den Maler errichtet.

## Ehrungen
- Rue Jean Girardet, Lunéville